# Hugh Herr

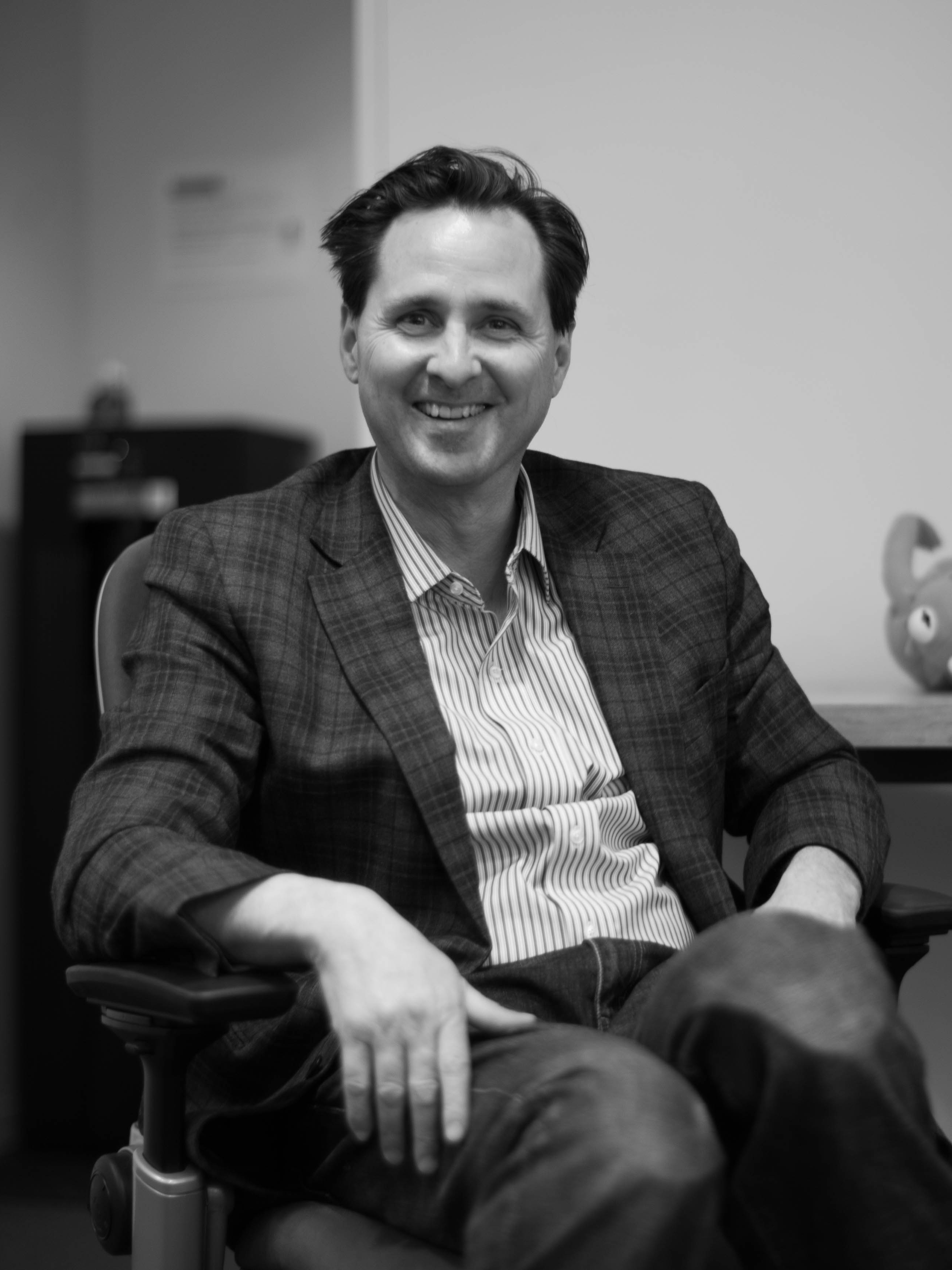
Hugh Herr (2013)

Hugh Miller Herr (* 25. Oktober 1964 in Lancaster, USA) ist ein US-amerikanischer Biophysiker und Extrembergsteiger.

## Frühe Bergsteigerlaufbahn
Hugh Herr war das jüngste von Kindern einer mennonitischen Familie in der pennsylvanischen Kleinstadt Lancaster. Er galt schon im Kindesalter als ungewöhnliches Klettertalent und bestieg mit acht Jahren den Mount Temple (3747 m) in den kanadischen Rocky Mountains. In jugendlichem Alter durchstieg er außerordentlich schwierige Routen im Yosemite Valley und in den Klettergebieten der Shawangunks im Osten der Vereinigten Staaten. Mit siebzehn wurde er als einer der besten Kletterer der USA bezeichnet.

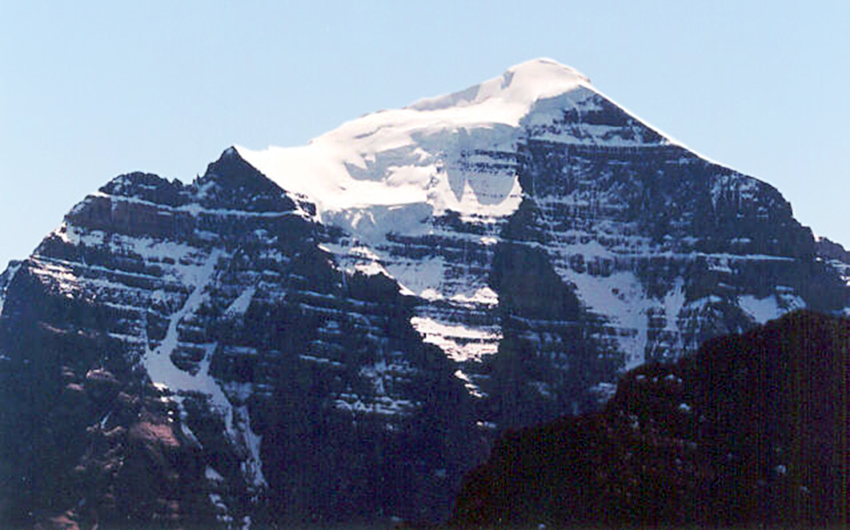
Nordseite des Mount Temple

Am 22. Januar 1982 brachen Hugh Herr, damals 17, und der 20-jährige Jeffrey Batzer zum Mount Washington auf und durchstiegen das im Winter extrem schwierige Eiscouloir des Odell’s Gully. In Gipfelnähe gerieten sie in einen Schneesturm. Mount Washington ist zwar nur 1916 m hoch, aber berüchtigt für das stürmische Wetter: dort wurde mit 392 km/h die höchste bodennahe Windgeschwindigkeit der Welt im 20. Jahrhundert (außerhalb von Taifunen) gemessen. Sie kamen im Abstieg auf die andere Seite des Berges, weitab von jeder Hilfe, während eine Suchmannschaft auf der Seite ihres Anstiegs, im Huntington Ravine, suchte, wobei der Bergführer Albert Dow durch eine Lawine ums Leben kam. Nach drei Tagen wurden sie, dem Tod nahe, durch Zufall gefunden, ein Militärhubschrauber flog sie ins nächste Krankenhaus nach Littleton; nach zwei Wochen wurde Herr nach Philadelphia gebracht, aber die Gefäßchirurgen konnten seine erfrorenen Beine nicht retten. Sie wurden ihm knapp unterhalb der Knie abgenommen. Der Tod von Albert Dow verursachte starke Schuldgefühle und war später auch ein Antrieb, sich der Bionik zuzuwenden.

## Die zweite Kletterkarriere
Seine Universitätslaufbahn stand in Wechselwirkung mit der langwierigen Rehabilitation nach dem Verlust der Beine. Er tat, was die Ärzte für unmöglich hielten: Er nahm das Klettern wieder auf, baute sich Prothesen, die ihm erlaubten, auf kleinen Tritten zu stehen, und machte sie teleskopartig veränderbar. So konnte er seine Körpergröße von fünf Fuß (152,4 cm) auf acht Fuß (243,8 cm) variieren und beim Klettern Griffe benutzen, die für normale Kletterer unerreichbar waren. Mit verschiedenen End-Werkzeugen als „Füßen“ (Titandornen für das Eisklettern, Reibungssohlen für Granitkletterei usw.) und einem eisernen Training kletterte er besser als vor seiner Amputation. Er machte athletische Erstbegehungen, bei denen er auch durch sein infolge der Amputation reduziertes Körpergewicht begünstigt war. Abromeit schreibt: „Mit seinen künstlichen Beinen klettert er besser als früher mit seinen gesunden. Einige seiner Routen sind derart kraftraubend, dass es jahrelang niemandem gelingt, sie ihm nachzusteigen.“
Zu den bemerkenswerten Kletterunternehmungen Herrs gehören:
- 1983 Vandals, Shawangunks, Erstbegehung mit Lynn Hill and Russ Clune, die erste Route der Schwierigkeit 5.13 an der Ostküste
- 1984 Stage Fright, Cathedral Ledge, North Conway, New Hampshire, Erstbegehung, Schwierigkeit 5.12c X
- 1986 Ride of the Valkyries, Careno Crag, Leavenworth (Washington), Erstbegehung, 5.12a
- 1986 City Park, Index Town Walls, Washington. 2. Begehung, 5.13c
- 2005 Via Cassin, UIAA VII-, Preußturm (Kleinste Zinne, Cima Picolissima): Herr führte als Seilerster die beiden blinden Kletterer Erik Weihenmayer aus Colorado (USA) und Andy Holzer aus Osttirol

## Wissenschaftliche Laufbahn
Parallel dazu studierte er nach dem Besuch der Millersville University nahe seinem Heimatort am Massachusetts Institute of Technology Ingenieurwesen (mechanical engineering) und an der Harvard University Biophysik mit einem Ph.D.-Abschluss. Sein Ziel war ihm schon relativ früh klar: Er wollte nicht einfach mit mehr oder weniger mechanischen Hilfen fehlende Gliedmaßen ersetzen. Sein Ehrgeiz ging weiter: mit Hilfe der Bionik alle Funktionen beweglicher Körperteile (Muskeln, Sehnen und ihre Innervierung) nachzubilden.

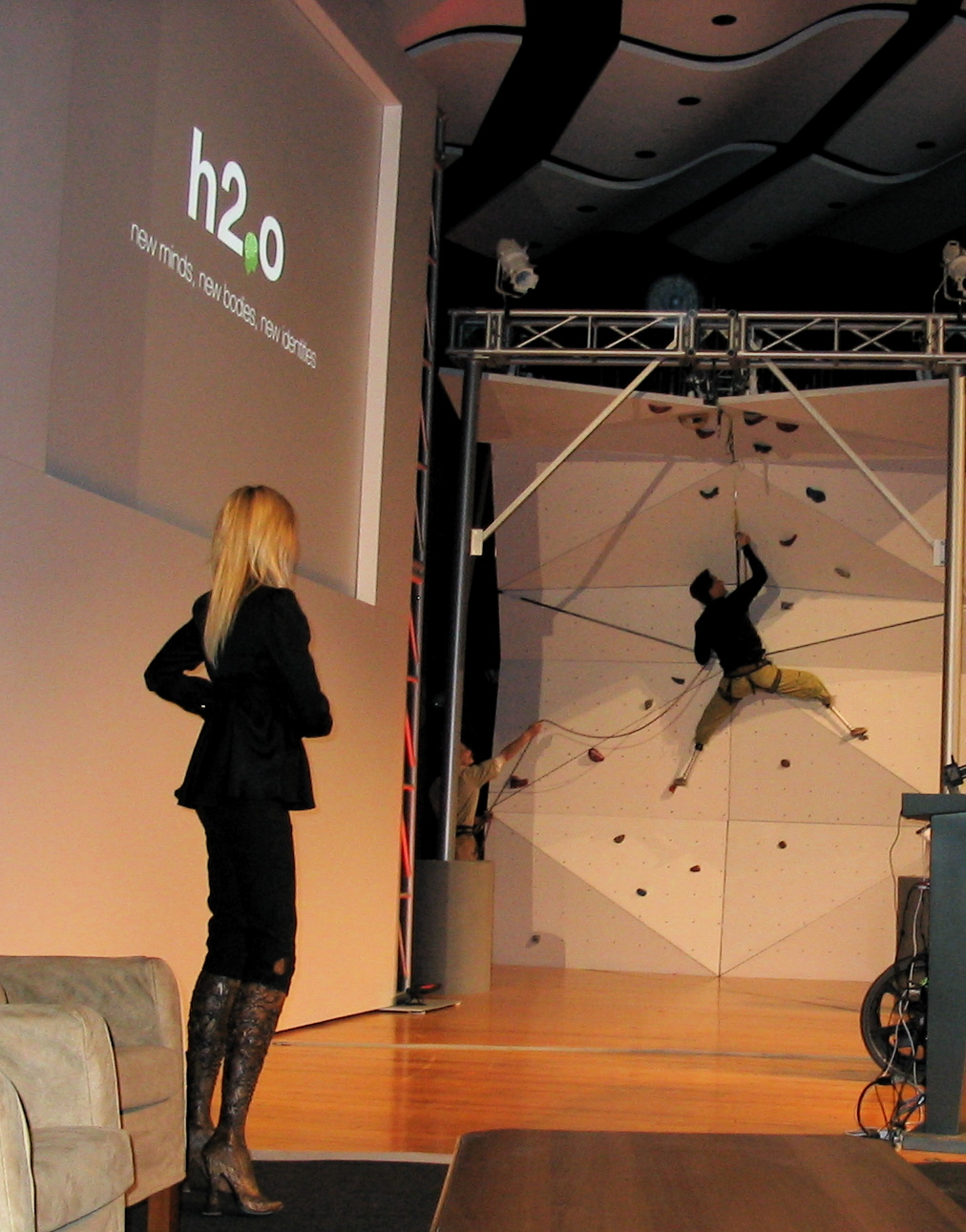
Hugh Herr an der Kletterwand des MIT beim Media Lab's h2.0-Symposion im Mai 2007, beobachtet von Aimee Mullins

## Bionik
Herr begann am MIT nach seinem Doktorat als postdoctoral fellow mit der Erforschung biomechanischer Hilfen, die die Funktionalität des menschlichen Beins emulieren. Er wurde Associate professor an beiden Universitäten, an denen er studiert hatte, und leitet im Media Lab des MIT im Rahmen des Programms Media Arts and Sciences die Abteilung Biomechatronics. Das Labor befasst sich, über die Weiterentwicklung der Prothetik hinaus, mit der Entwicklung von Robotersystemen, die die physischen Fähigkeiten des Menschen erhöhen oder verbessern sollen.
Herr hat eine große Zahl Arbeiten auf dem Feld der Rehabilitation veröffentlicht und ist Inhaber, zum Teil mit anderen gemeinsam, von mehr als vierzig Patenten. Sie betreffen Bewegungshilfen, unter anderem ein computergesteuertes künstliches Knie, das mit Hilfe von Mikroprozessoren „lernfähig“ ist, und den ersten elektrisch betriebenen aktiven Knöchel. Das Computerknie wurde vom Time Magazine im Jahr 2004 als eine der zehn besten Erfindungen in der Kategorie „Gesundheit“ ausgezeichnet, 2007 zeichnete das Time Magazine Herr ein zweites Mal aus.
Hugh Herr bekam 2007 den 13. Heinz Award for Technology, The Economy and Employment und 2008 den Spirit of da Vinci Award. Im selben Jahr veranstaltete das MIT ein Symposium, Media Lab's h2.0, an dem Herr die Fortschritte der Bionik demonstrierte und selbst an der Kletterwand des Institut vorführte. Am Symposium nahm auch die beidbeinig amputierte Hochleistungssportlerin Aimee Mullins teil, inzwischen ein gefragtes Mode-Model.
Herr arbeitet unter anderem an der Entwicklung eines Exoskeletts, das die physischen Grenzen der Belastbarkeit der menschlichen Knochen, vor allem der Wirbelsäule, erweitert: die Fähigkeit, höhere Lasten zu tragen, oder aus großer Höhe unbeschadet auf den Boden zu springen. Sein großer Traum ist die neuronische Verbindung von Mensch und Maschine, und er möchte seine künstlichen nicht mehr gegen die natürlichen Beine eintauschen:
„Ich bin ein Zukunftsmodell. Mensch und Maschine sind dabei, zu verschmelzen.“ (Hugh Herr: Berg 2013, Alpenvereinsjahrbuch Band 137, Tyrolia-Verlag, Innsbruck-Wien, 2013, ISBN 978-3-937530-60-4)
Im Jahr gründete er das Bionik-Startup iWalk (später: BionX).

## Der Fall Pistorius
Hugh Herrs Vorhersage, dass der „künstliche“, bionische Mensch dem natürlichen Körper bald überlegen sein werde, ist 2008 mit der Auseinandersetzung um den südafrikanischen Läufer Oscar Pistorius an die Schwelle der Verwirklichung gekommen. Im Streit darüber, ob der amputierte Pistorius gegenüber den gesunden Konkurrenten mit seinen Kohlenstofffaser-Beinen im Vorteil wäre, lehnte die IAAF (der Weltleichtathletikverband) aufgrund eines Gutachtens des Biomechanik-Professors Gert-Peter Brüggemann Pistorius’ Teilnahme an Bewerben mit nichtbehinderten Sportlern ab.
Ein Team des MIT mit Hugh Herr und Rodger Kram befand dagegen, dass den Vorteilen der künstlichen Unterschenkel auch Nachteile gegenüberstünden, und der Internationale Sportgerichtshof CAS hob am 16. Mai 2008 die Entscheidung auf.
Die kompletten Ergebnisse der Untersuchung wurden vom Journal of Applied Physiology am 18. Juni 2009 veröffentlicht.

## Privates
Hugh Herr war mit der Schriftstellerin Patricia Ellis Herr verheiratet, mit der er zwei Töchter hat.

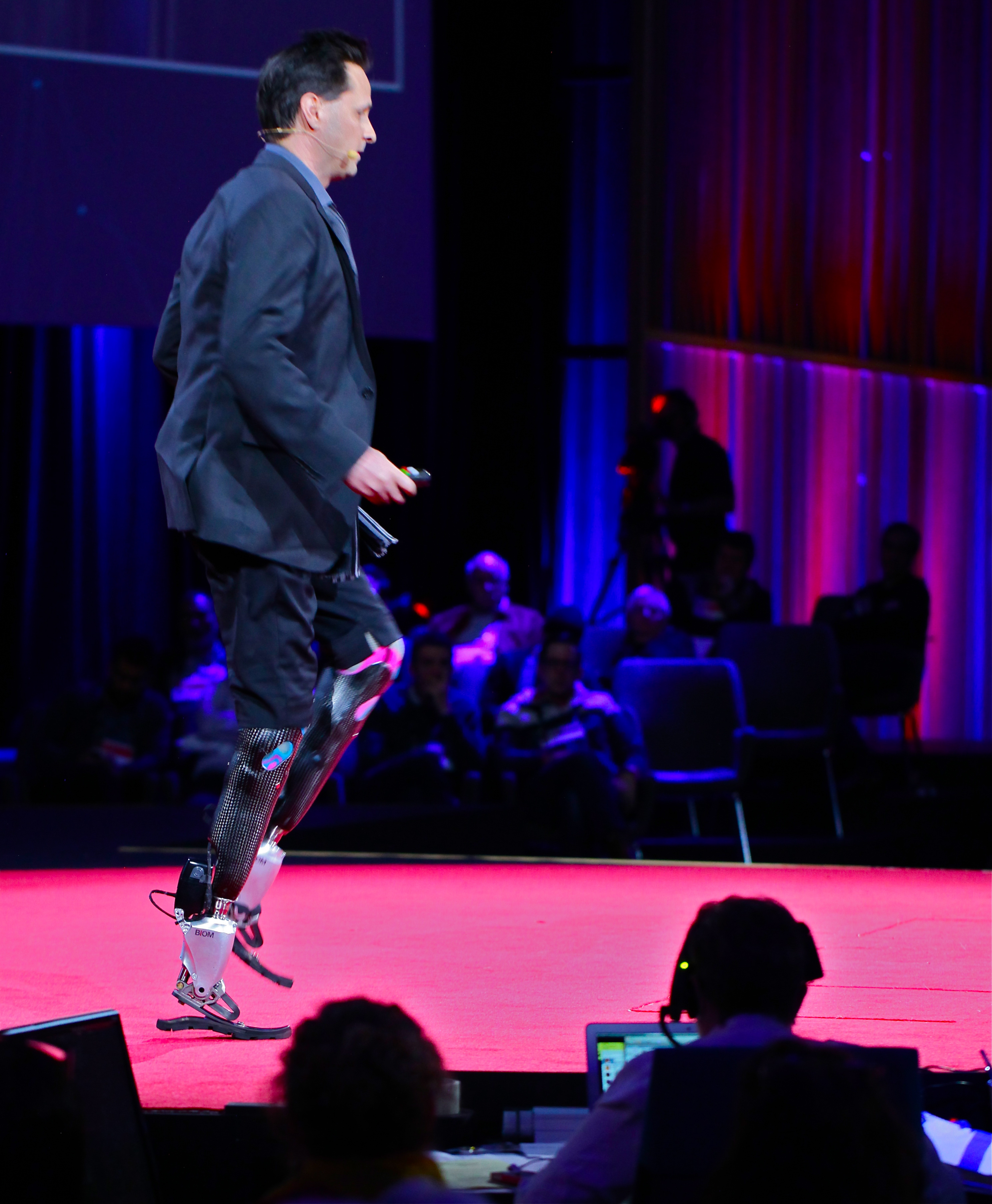
Herr präsentiert bei der TED-Konferenz bionische Beine, mit denen man neural gesteuert laufen kann

## Auszeichnungen und Preise
- 1989: Sports Hall of Fame
- 1990: United States College Academic Team
- 1990: Young American Award
- 2003: Science magazine Next Wave, Best of 2003
- 2004: TIME magazine Top Ten Inventions 2004[16]
- 2004: Förderungsmittel von 7,2 Millionen Dollar vom Providence VA Center for Restorative and Regenerative Medicine, der Brown University und dem US-Department of Veterans Affairs für die Entwicklung von „biohybriden“ Gliedmaßen, die Amputierten die natürlichen Funktionen ersetzen
- 2005: Popular Mechanics Breakthrough Leadership Award
- 2007: 13. Heinz Award in Technology, the Economy and Employment[17][18]
- 2007: TIME magazine Top Ten Inventions 2007[19]
- 2008: Action Maverick Award[20]
- 2008: Spirit of Da Vinci Award[21]
- 2014: R&D Magazine’s Innovator of the Year[22]
- 2014: Smithsonian magazine's American Ingenuity Award (2014) in the Technology Category[23]
- 2016: Prinzessin-von-Asturien-Preis für technische und wissenschaftliche Forschung[24]